# Mark Zbikowski
Mark „Zibo“ Zbikowski (* 21. März 1956 in Detroit) ist der US-amerikanische Softwareentwickler, der am längsten bei Microsoft tätig war. Während seiner Tätigkeit bei Microsoft von 1981 bis Juni 2006 wirkte er an der Entwicklung von MS-DOS, OS/2, dem eingestellten Projekt Cairo sowie Windows NT mit.
Er ist der Entwickler des DOS-Executable-Dateiformats. Seine Initialen (MZ) sind als Anfang des Dateikopfs (Header) in jedem MS-DOS-, OS/2- und Windows-Programm (EXE-Datei) verewigt; werden sie durch andere ersetzt, ist das Programm nicht mehr lauffähig. Auch wichtige Beiträge zum Installable File System (IFS) innerhalb von OS/2 stammen von ihm. Ebenso führte er Tests durch um die Dauer zu bestimmen, in dem der Lesecache für Diskettenlaufwerke bei MS-DOS noch gültig sein darf.